# Frida Aasen
 (mars 2018).
Si vous disposez d'ouvrages ou d'articles de référence ou si vous connaissez des sites web de qualité traitant du thème abordé ici, merci de compléter l'article en donnant les références utiles à sa vérifiabilité et en les liant à la section « Notes et références ».
Frida Assen est une mannequin norvégienne née le 5 décembre 1994. Elle a notamment travaillé pour Victoria's Secret.

## Biographie
Frida Aasen est née le 5 décembre 1994 à Kristians, en Norvège, où elle a passé la majeure partie de son enfance.[réf. nécessaire]
Frida a été remarquée par l'agent de modélisation Donna Loanna au centre commercial quand elle avait 14 ans. Donna Loanna lui a proposé de travailler comme mannequin et elle a accepté la proposition et a été signée par l'agence Women Management.

## Carrière
La carrière de Frida a commencé en 2011, par une séance photo pour Marie Claire et Flair en Italie, à l'âge de 16 ans.[réf. nécessaire]
En 2012, elle est apparue dans le premier numéro du magazine de Carine Roitfeld CR Fashion Book,. Par conséquent, en 2013, Frida est devenue le visage du magazine Vogue aux côtés de Kelly Gale et Martha Hunt.